# Семеновский сельский совет (Криничанский район)
Семеновский сельский совет (укр. Семенівська сільська рада) — входит в состав
Криничанского района
Днепропетровской области
Украины.
Административный центр сельского совета находится в 
с. Семеновка.

## Населённые пункты совета
- с. Семеновка
- с. Весёлая Роща
- с. Котляровка
- с. Любимовка
- с. Любомировка
- с. Подгорное
- с. Прапор